# Basile et Boniface
Basile et Boniface sont des personnages de fiction créés par les studios Disney. Inspirés des personnages du romancier Joel Chandler Harris, Frère Renard et Frère Ours (Br'er Fox & Br'er Bear), ils sont apparus tout d'abord en bandes dessinées en 1945 puis au cinéma dans le long-métrage Mélodie du Sud (1946). Ils ont souvent le rôle d'antagonistes des personnages principaux. Ils sont apparus par la suite dans des histoires de Donald Duck ou aux côtés de Grand Loup.